# Annelien Coorevits
Annelien Coorevits (Wevelgem, 3 december 1986) werd op 19 december 2006 verkozen tot Miss België 2007.

## Levensloop
Coorevits studeerde communicatiemanagement.
In 2007 werd Annelien Coorevits Miss België en werd daarmee een bekend gezicht in Vlaanderen. In de zomer 2008 werd ze een van de captains in de televisiequiz De tabel van Mendelejev.
Haar deelname aan het derde seizoen van 71° Noord in 2008 werd vroegtijdig stopgezet na het overlijden van presentator Ernst-Paul Hasselbach en productieassistente Leentje Custers bij de opnamen in Noorwegen.
In 2009 deed ze haar intrede in de wereld van de politiek. Ze kwam in West-Vlaanderen op de opvolgerslijst van Open Vld te staan bij de Vlaamse verkiezingen. In het najaar van 2013 nam ze deel aan Twee tot de zesde macht.
In 2015 lanceerde Coorevits haar eerste juwelencollectie in samenwerking met Hilde en Wim De Valck (broer en zus), die  jarenlange ervaring hebben in de wereld van het interieur.
Sinds 2016 vormt Coorevits een presentatieduo met de Nederlandse Rick Brandsteder voor het televisieprogramma Temptation Island. Deze wordt in België op televisiezender VIJF en in Nederland op RTL 5 uitgezonden.
Op 21 november 2021 vertrok ze met vijf andere bekende Vlamingen, kapitein Piet Smet, stuurman Willem Stellamans en een vierkoppige filmploeg met de Polygala vanuit Spanje voor een zeiltocht naar Saint Lucia op de Caraïben voor het televisieprogramma Over de oceaan. Het programma werd eind 2022 uitgezonden op Streamz en voorjaar 2023 op Play4. In het najaar 2023 nam ze deel aan De Slimste Mens ter Wereld. In het najaar van 2024 neemt zij deel aan De Verraders op VTM als bondgenoot.

## Privé
Coorevits had een relatie met voetballer Olivier Deschacht en ze hebben samen twee kinderen, een dochter en een zoon. Op 2 juli 2019 maakte het koppel bekend dat ze gingen scheiden na een relatie van 13 jaar.
Annelien is de zus van Stephanie Coorevits.
- Gemeinsame Normdatei: 116589162X
- Virtual International Authority File: 4662153596640951900003